# Stanisław Strawiński

Sulima Strawińskich.

Stanisław Strawiński herbu Sulima – rotmistrz starodubowski, jeden z oficerów konfederacji barskiej, uczestniczył w porwaniu króla Stanisława Augusta Poniatowskiego.

## Rodzina
Wywodził się ze Strawińskich, jednego z odłamów polskiego kresowego rodu szlacheckiego herbu Sulima, należących do tzw. „egzulantów starodubowskich”, czyli wygnańców z ziemi czernihowskiej, która po dwóch wiekach wojen między Rzecząpospolitą Obojga Narodów i Rosją weszła w 1667 roku we władanie cara. Stanisław był synem Franciszka Tadeusza Strawińskiego, wnukiem Leona Bazylego – miecznika trockiego, prawnukiem Jana – strażnika województwa trockiego.
Stanisław Strawiński był prapradziadem rosyjskiego kompozytora polskiego pochodzenia Igora Strawinskiego.

## Życiorys

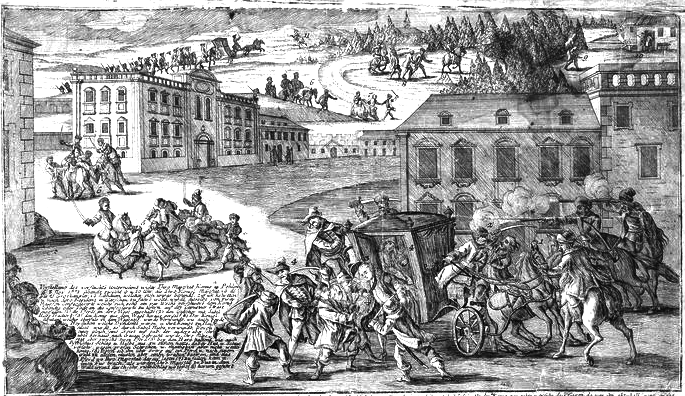
Zamach na Stanisława Augusta 3 listopada 1771

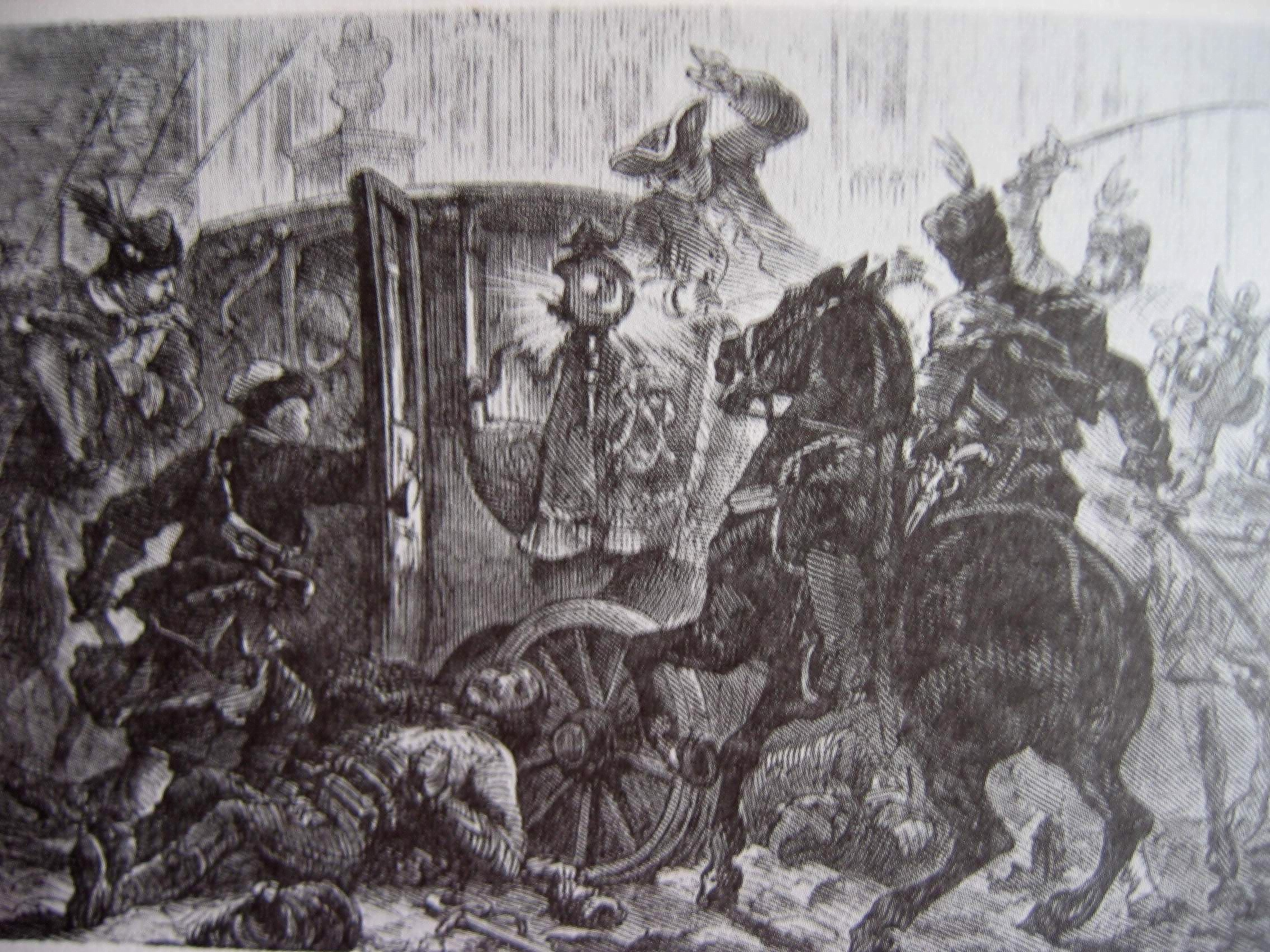

Jego nazwisko stało się sławne w Rzeczypospolitej po zamachu dokonanym na osobie polskiego króla Stanisława Augusta Poniatowskiego. Latem 1771 roku Stanisław Strawiński spotkał się w Częstochowie z naczelnikiem konfederacji barskiej Kazimierzem Pułaskim, gdzie przedstawił mu plan porwania króla. Rok wcześniej Strawiński dwukrotnie przybył specjalnie w tym celu do Warszawy, gdzie odwiedził Zamek Królewski, badał topografię miasta oraz zwyczaje monarchy. Pułaski zaaprobował plan i przydzielił Strawińskiemu kilkudziesięciu konfederatów, w tym rotmistrza zakroczymskiego Walentego Łukawskiego i Jana Kuźmę-Kosińskiego.
W nocy 3 listopada 1771 roku Strawiński wraz z 40 innymi konfederatami napadł na karetę króla zmierzającego do zamku. Konfederaci pokonując z zaskoczenia ochronę po krótkiej walce uprowadzili monarchę. Uciekając rozdzielili się, umawiając się w ustronnym miejscu pod Warszawą. Jan Kuźma miał dotrzeć na miejsce wraz z uprowadzonym królem, a na nich wraz z liczniejszą grupą konfederatów czekał Strawiński. Do spotkania jednak nie doszło w wyniku zdrady lub pomylenia drogi przez Kuźmę. Król uciekł porywaczom, a wkrótce część z nich została aresztowana.
Wiosną 1773 roku odbył się proces 34 spiskowców, z których pojmano jedynie 7. Pozostali, w tym Kazimierz Pułaski oraz Stanisław Strawiński ukrywali się bądź zbiegli za granicę. Wyrokiem sądu sejmowego z dnia 2 września 1773 roku skazano ich na karę śmierci ...na utratę czci, szlachectwa wraz z potomstwem, imienia i dóbr. Dalej na ucięcie głowy i prawej ręki, ćwiartowanie i spalenie ciała, którego popiół miał być na wiatr rzucony. Jedyny wyrok jaki wykonano dotyczył Łukawskiego, którego ścięto publicznie na rynku miejskim Starego Miasta. Jana Kuźmę, któremu prawdopodobnie Poniatowski zawdzięczał życie, skazano na banicję. Strawiński uciekł do Rzymu i miał ponoć pod przybranym nazwiskiem wstąpić do zakonu. Powrócił do Polski za czasów Księstwa Warszawskiego i został proboszczem w jednej z parafii w województwie augustowskim gdzie zmarł.

## Upamiętnienie
- Postać Stanisława Strawińskiego pod imieniem Michał umieścił w swojej powieści „Listopad” Henryk Rzewuski.